# Амурсько-Зейська рівнина
Амурсько-Зейська рівнина — рівнина на Далекому Сході Росії у межиріччі Амура і Зеї на території Амурської області, складена піщано-глинистими відкладеннями заболочена рівнина увалисто-горбистого рельєфу. Максимальна висота — 904 м. Покрита модриновими та сосновими лісами і березняком, у південній частині рівнини зустрічаються зарості чагарникового дуба.